# Superveniëntie
Een stel kenmerken van A supervenieert op een stel kenmerken van B dan en slechts dan als een wijziging van de kenmerken van A slechts mogelijk is bij een wijziging van  kenmerken van B. Er is dus een directe causale relatie tussen de superveniente kenmerken van A, en de subveniënte kenmerken van B.
Dat wil niet zeggen dat B ook de directe oorzaak is van A: vaak zijn er veel meer aspecten betrokken bij het ontstaan van A, maar B is wel een essentieel onderdeel van die oorzaak.
De omgekeerde definitie: "elke verandering in B heeft een verandering in A tot gevolg" is een deterministische relatie, die beschouwd kan worden als het complement van superveniëntie.
Vaak wordt aan A een "hoger" niveau toegekend dan aan B, maar dat hoeft niet: beschouw bijvoorbeeld de lengte van de zijden van een vierkant (B) en zijn oppervlakte (A). Hier is duidelijk spraken van superveniëntie, maar toch zijn A en B hier geheel verwisselbaar.
Als er meerdere mogelijke oorzaken zijn (B1, B2,… )voor een bepaald eindresultaat (A) (d.w.z. A is multirealiseerbaar) is er géén sprake van superveniëntie (bijv. het smelten van ijs kan zowel door temperatuurverhoging als door drukverhoging gerealiseerd worden; het oog als zintuig is in de evolutie op diverse verschillende manieren tot stand gekomen).
Het is verleidelijk om ook het zgn. vlindereffect (waarbij een enkele vleugelslag van een vlinder een tornado elders op de wereld kan veroorzaken) als een vorm van superveniëntie te zien. Behalve die vlinderslag zijn er echter ook talrijke andere oorzaken mogelijk die diezelfde tornado zouden kunnen veroorzaken. Kortom die tornado is multirealiseerbaar.
Niet zelden wordt het begrip superveniëntie toegekend aan een hiërarchie van kennisdomeinen: natuurkunde - scheikunde - biologie - psychologie - sociologie - religie, of aan de relatie lichaam - geest, of aan de relatie genotype - fenotype, met elk hun eigen kenmerken en wetten. Maar dit is aanvechtbaar omdat hier geen sprake is van zo'n strikte relatie als hierboven genoemd.

## Voorbeelden
- Een afwijking (ziekte of gebrek) in een fenotype supervenieert over een afwijking in de gen-structuur (het genotype). Omgekeerd heeft niet iedere mutatie in het genotype een verandering in het fenotype tot gevolg.
- De positie van een tafel in een kamer supervenieert over de positie van alle overige moleculen in de kamer.
- De waarheidswaarde van (A) supervenieert over de waarheidswaarde van (¬A). En omgekeerd: (¬A) en (A) zijn hier volledig verwisselbaar.
- De eigenschappen van een molecuul superveniëren over de eigenschappen van de samenstellende atomen. Dit is een voorbeeld van sterke emergentie
- Alle voorbeelden van sterke emergentie zijn superveniënt over de eigenschappen van de samenstellende onderdelen. Dit in tegenstelling tot de voorbeelden van zwakke emergentie.
- Een multirealiseerbare toestand is om soortgelijke redenen niet superveniënt te noemen (bv. "het oog" is in de evolutie op zeer verschillende manieren tot stand gekomen met ook een verschillende genetische achtergrond)
- De claim dat het mentale domein supervenieert over het fysische domein is discutabel[3][4] o.a. vanwege de breedte van beide domeinen: in de definitie wordt uitgegaan van enkelvoudige kenmerken